# Hrženik
Hrženik – wieś w Chorwacji, w żupanii zagrzebskiej, w gminie Krašić. W 2011 roku liczyła 106 mieszkańców.